# Уґощ (Мазовецьке воєводство)
Уґощ (пол. Ugoszcz) — село в Польщі, у гміні Медзна Венґровського повіту Мазовецького воєводства.
Населення — 212 осіб (2011).
У 1975-1998 роках село належало до Седлецького воєводства.

## Демографія
Демографічна структура станом на 31 березня 2011 року:
|          | Загалом | Допрацездатний вік | Працездатний вік | Постпрацездатний вік |
| -------- | ------- | ------------------ | ---------------- | -------------------- |
| Чоловіки | 102     | 12                 | 69               | 21                   |
| Жінки    | 110     | 21                 | 48               | 41                   |
| Разом    | 212     | 33                 | 117              | 62                   |